# Eldorado do Carajás
Eldorado do Carajás este un oraș în Pará (PA), Brazilia.